# Wolframio (V)
El wolframio (V) es un estado de oxidación en que se encuentra el wolframio en algunos compuestos.

## Compuestos
Algunos de los compuestos en los que se encuentra son:
- W2O5, pentóxido de diwolframio[1]
- W(CN)83-, octacianowolframato(V)[1]